# Marichuy – A szerelem diadala
A Marichuy – A szerelem diadala (Triunfo del amor) egy mexikói telenovella, melyet 2010 és 2011 között készített a Televisa filmstúdió. A sorozat főszereplői Maite Perroni, William Levy, Victoria Ruffo, Osvaldo Ríos és Daniela Romo. A Titkok és szerelmek című sorozat remakeje. Mexikóban 2010. október 25-én kezdték el vetíteni. Magyarországon elsőként a Prizma TV tűzte műsorára 2011. április 18-án. Az RTL Klub 2012. február 20-án kezdte vetíteni a sorozatot. A Sorozat+ is vetítette,  jelenleg az RTL Gold-on látható 2019-től? .

## Történet
|  | Alább a cselekmény részletei következnek! |

Victoria, az árva cselédlány beleszeret a család fiába, egy éjszakát együtt töltenek. Másnap Juan Pablót pappá szentelik, de Victoria várandós marad tőle. Mikor megszületett a kislánya, mindenhol munkát keres, végül egy varrodában kap állást, ahol megismerkedik Antonieta Orozcóval, aki a barátnője lesz tudván a kislányról. Mikor a kislány olyan 3 éves lesz, egyik este az anyjával sétál, jön egy kocsi, amiben Juan anyja ül és elüti Victoriát, a kislány magára marad. Amikor Victoriát kiengedik a kórházból, barátnőjével visszamegy oda, ahol a baleset történt, de már nem találják a kislányt. 20 év telik el: Victoria egy divatház főnöke és egy híres színész, Osvaldo Sandoval felesége lesz. Bár hosszú évek teltek el, Victoria továbbra is szenved elveszett lánya miatt, de családja mit sem sejt erről.
Eközben a kislány, Marichuy felnő, és elég idős lesz ahhoz, hogy elhagyja az árvaházat, és a saját lábára álljon – ugyanis a baleset után apácák vették magukhoz, és nevelték fel. Marichuy nagy álma, hogy híres modell legyen, ezért Victoria divatházában próbál munkát szerezni, így anya és lánya tudtuk ellenére egymásra talál. Bár Victoria kissé neheztel a lányra, mégis úgy érzi, mintha elveszett kislányát látná benne. Victoria fogadott fia, Juan Miguel, aki szintén a divatházban dolgozik, és nagy nőfaló hírében áll, szemet vet Marichuyra. Kezdetben csak futó kalandként tekint rá, de később igaz szerelem alakul ki kettejük között. A párnak sok akadályon kell keresztülmennie, de végül a szerelem diadalmaskodik.
|  | Itt a vége a cselekmény részletezésének! |

## Szereposztás
| Színész(nő)            | Szerepnév                                        | Magyar Hang        |
| ---------------------- | ------------------------------------------------ | ------------------ |
| Maite Perroni          | Maria Desamparada Iturbide-Gutierrez de Sandoval | Molnár Ilona       |
| William Levy           | Maximiliano «Max» Sandoval Montenegro            | Posta Victor       |
| Victoria Ruffo         | Victoria Gutiérrez de Sandoval                   | Kiss Erika         |
| Osvaldo Ríos           | Osvaldo Sandoval                                 | Jakab Csaba        |
| Erika Buenfil          | Antonieta Orozco                                 | Farkasinszky Edit  |
| Livia Brito            | Fernanda «Fer» Sandoval Gutiérrez de Robles      | Roatis Andrea      |
| Dominika Paleta        | Ximena de Alba                                   | Szabó Zselyke      |
| Guillermo García Cantú | Guillermo Quintana                               | Megyeri János      |
| Daniela Romo           | Bernarda Montejo Vda. de Iturbide                | Menszátor Magdolna |
| Diego Olivera          | Juan Pablo Iturbide Montejo atya                 | Sótonyi Gábor      |
| Susana Diazayas        | Nati Duval                                       | Mezei Kitty        |
| Dorismar               | Linda Sortini                                    | Sallai Nóra        |
| Ricardo Kleinbaum      | Óscar                                            | Fekete Zoltán      |
| Marco Méndez           | Fabián Duarte                                    | Szabó Máté         |
| Miguel Pizarro         | Pipino Pichoni                                   | Karácsonyi Zoltán  |
| Ursula Pratts          | Roxana de Alba                                   | Molnár Zsuzsa      |
| César Évora            | Dr. Heriberto Ríos Bernal                        | Kőszegi Ákos       |
| Mónica Ayos            | Leonela Montenegro                               | Kocsis Judit       |
| Mark Tacher            | Alonso del Ángel                                 | Magyar Bálint      |
| Cuauhtémoc Blanco      | Juan José «Juanjo» Martínez                      | Kapácsy Miklós     |
| Pablo Montero          | Cruz Robles                                      | Tóth Roland        |
| Manuel «Flaco» Ibáñez  | Napoleón «Don Napo» Bravo                        | Csuha Lajos        |
| Carmen Salinas         | Milagros Robles vda. de Martínez                 | Halász Aranka      |
| Salvador Pineda        | Rodolfo Padilla                                  | Koncz István       |
| Mauricio García Muela  | Federico Padilla                                 | Moser Károly       |
| Andrea García          | Ofelia García                                    | Orosz Helga        |
| Archi LanFranco        | Pedro                                            | Papucsek Vilmos    |
| Pilar Pellicer         | Eva Gez                                          | Illyés Mari        |
| Juan Carlos Franzoni   | Fausto Candela                                   | Szkárosi Márk      |
| Mariana Ríos           | María Magdalena                                  | Törtei Tünde       |
| Sergio Acosta          | Adalberto «Alacrán» Pérez                        | Barbinek Péter     |
| Rosita Bouchot         | Doña Polly                                       | Kocsis Mariann     |
| Vilmatraca             | Doña Triny                                       | Némedi Mari        |
| Julio Vega             | Joel de Servantes                                | Várday Zoltán      |
| Radamés de Jesús       | Domingo                                          | Szokol Péter       |
| Raquel Morell          | Norma                                            | Papp Györgyi       |
| Roio Sobrado           | Alma                                             |                    |
| Manola Díaz            | Maya                                             | Martin Adél        |
| Gaby Mellado           | Gaby                                             |                    |
| Lenny de la Rosa       | Joaquín                                          |                    |
| Maricruz Najera        | Tomasa Hernández                                 | Bessenyei Emma     |
| Alicia Rodríquez       | Clementina nővér                                 | Bókai Mária        |
| Thelma Dorantes        | Rocío nővér                                      | Rátonyi Hajni      |
| Adriana Rojo           | Tisztelendő anya                                 | Andai Katalin      |
| Gustavo Rojo           | Jeronimo atya                                    | Kajtár Róbert      |
| Arturo Carmona         | Gonzalo Candela                                  |                    |
| Eduardo Santamarina    | Octavio Iturbide                                 | Orosz István       |

## Korábbi verziók
- Az 1985–1986 között készült Cristal venezuelai telenovella. Főszereplői: Lupita Ferrer, Jeannette Rodríguez és Carlos Mata.
- Az 1998–1999 között készült Titkok és szerelmek mexikói telenovella. Főszereplői: Adela Noriega, René Strickler, Helena Rojo és Andrés García.
- A 2006-os Cristal brazil telenovella. Főszereplői: Bianca Castanho, Dado Dolabella, Bete Coelho és Giuseppe Oristanio.

## TVyNovelas-díj2012
| Kategória                     | Személy                       | Eredmény |
| ----------------------------- | ----------------------------- | -------- |
| Legjobb telenovella           | Salvador Mejía                | Jelölés  |
| Legjobb női főszereplő        | Maite Perroni                 | Jelölés  |
| Legjobb női főgonosz          | Daniela Romo                  | Nyertes  |
| Legjobb férfi mellékszereplő  | Mark Tacher                   | Jelölés  |
| Legjobb senior színésznő      | Carmen Salinas                | Jelölés  |
| Legjobb senior színész        | César Évora                   | Nyertes  |
| Legjobb fiatal színésznő      | Livia Brito                   | Nyertes  |
| Legjobb történet és adaptáció | Liliana Abud Ricardo Fiallega | Jelölés  |
| Legjobb főcímdal              | Maite Perroni Marco Di Mauro  | Jelölés  |

## Érdekesség
- A sorozat producere, Salvador Mejia Alejandre a forgatások megkezdése előtt azt nyilatkozta, hogy a teleregény több különböző sorozat fúziójából fog állni (keverték volna a Cristal történetét Delia Fiallo két másik sorozatának cselekményével, a La Zulianitával, amelyet később Menekülés a szerelembe címmel is bemutattak Magyarországon; valamint a Leonelával is. Inés Rodena Cuando mi rival es una hija / Mi rival sztorijának egyes szálai is belekerültek volna a telenovellába). Ebből azonban semmi sem lett.
- Az 1998-as változat, a Titkok és szerelmek, valamint a Marichuy - A szerelem diadala fő forgatókönyvírója ugyanaz a személy volt, Liliana Abud.
- Liliana Abud több ponton megváltoztatta a Cristal cselekményét, például az eredeti venezuelai sorozatban a Bernardának megfelelő karakter nem volt ennyire szélsőségesen gonosz figura. A Cristal eredeti írója, Delia Fiallo mind a Titkok és szerelmek, mind A szerelem diadala láttán nemtetszésének adott hangot.
- A magyar változatban a két főszereplő nevét megváltoztatták, María → Marichuy és Maximiliano → Juan Miguel lett. Ez utalás az Árva angyal című sorozatra, amely kiemelkedő nézettséget ért el a délutáni műsorsávban.
- César Évora játszott az előző verzióban, a Titkok és szerelmek című sorozatban is, ahol Juan de la Cruz atyát alakította. Helena Rojo, az 1998-as verzió Lucianája (a Victoria Sandovalnak megfelelő karakter) szintén felbukkan egy rövid cameo erejéig az újabbik változat elején. Az Osvaldóval azonos karaktert alakító Andrés García (Andrés Duval) lánya, Andrea García is szerepet kapott A szerelem diadalában, ő lett Ofelia, Guillermo Quintana barátnője.
- A Titkok és szerelmek Miriamját (Nuria Bages), valamint az új változatban a neki megfeleltethető Antonietát (Erika Buenfil) egyazon magyar színésznő, Farkasinszky Edit szinkronizálta. A korábbi verzió magyar hangjai közül többen is (például Roatis Andrea, Menszátor Magdolna, Bessenyei Emma) adták orgánumukat az újabb adaptáció karaktereihez.
- A Titkok és szerelmek valamint A szerelem diadala egyes jeleneteinek dialógusai szóról szóra ugyanazok. A későbbi változat főbb szálai eleinte hűen követték az előbbi cselekményét, azonban a mexikói alacsony nézettség miatt jelentősen átalakították A szerelem diadalának sztoriját (például Victoria nem alkotott újra egy párt Osvaldóval, hanem Heriberto Rios doktor karjaiba menekült:  Victoria Ruffo - César Évora páros jól működött a 2005-ös A mostoha c. teleregényben is).

## Nézettség
A sorozat a délutáni műsorszámban jó nézettségi adatokat produkált, hiszen nézettségben legyőzte a konkurens csatornán futó sorozatot. Nemcsak az összlakosság körében nézett, hanem a kereskedelmileg fontosnak számító 18-49 év közöttiek körében is.